# Kontaktinnovation
Als Kontaktinnovation bezeichnet man Innovationen, die durch interpersonale Kommunikation (z. B. mit unzufriedenen Kunden oder anderen Akteuren in der Umwelt) ausgelöst, weitergegeben bzw. übernommen werden. Auch bezeichnet man Innovationen, die an den Grenzlinien zweier Kulturen oder sozialer Systeme entstehen und aus denen sich für beide Systeme Innovationseffekte oder andere Emergenzphänomene ergeben. Während im Regelfall Kulturgrenzen eher als schwer zu überwindende Innovationsbarrieren gelten, entstehen Innovationen in Wissenschaft und Technik heute immer häufiger an Systemgrenzen, z. B. an Grenzen zwischen Institutionen (Universitäten und Praxisorganisationen) oder wissenschaftlichen Disziplinen.

## Theorien
Nach Everett M. Rogers (1962) werden Innovationen von einem Innovator an einen Follower übergeben. Er geht davon aus, dass die Entscheidung zur Übernahme von Innovationen vor allem vom erfolgreichen Verlauf oder Scheitern der interpersonalen Kommunikation abhängt. Für die Übernahme einer Innovation sind nach Everett außerdem der subjektive Nutzen einer Innovation und ihrer Weitergabe für beide Seite, die Kompatibilität der Innovation mit den jeweiligen Wertsystemen, die beim Erstkontakt gefühlte Einfachheit oder Komplexität der Innovation, die Möglichkeit des Experimentierens mit der Innovation und ihre Sichtbarkeit entscheidend.
Allein durch Verbreitung einer Information kann die Innovation eine Kulturschwelle nicht überspringen. Die These von der großen Bedeutung von Kulturkontakten steht insofern dem modernen Diffusionismus nahe. Dieser betont jedoch, dass die Innovation in einer Richtung verläuft, während das Konzept der Kontaktinnovation die Interaktion zwischen und den Nutzen für mehrere Akteure oder Kulturen betont.

## Beispiele
Schon in der Vergangenheit entstanden Innovationen häufig durch Fernhandel, entlang von Fernstraßen und anderen Verkehrsachsen oder sie wurden z. B. durch Migration induziert. So kann z. B. die Erfindung der Bronze nur durch Kontaktinnovation erklärt werden, da die hierfür benötigten Grundstoffe Kupfer und Zinn in der frühen Bronzezeit, also im 3. Jahrtausend v. Chr., in weit voneinander entfernten Regionen gewonnen wurden. Während das Kupfer aus Anatolien oder dem Kaukasus kam, stammte das Zinn vermutlich aus dem Serafschan im heutigen Tadschikistan. Außerdem sind sowohl Kupfer als auch Zinn weicher als Bronze, so dass die Legierung wohl kaum durch systematisches Experimentieren und gezielte Suche nach einem härteren Werkstoff zustande kam, sondern durch Zufallskontakte oder ritualisierten Austausch von glänzenden gediegenen Metallen.

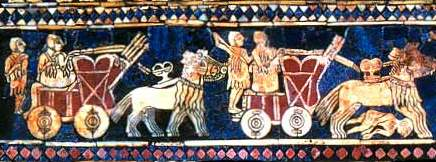
Sumerische Pferdegespanne mit schweren Vollscheibenrädern auf der Standarte von Ur (etwa 2850 bis 2350 v. Chr.)

Ein Paradebeispiel diffusionistischer Theorien ist der bronzezeitliche Streitwagen. Das Speichenrad, das sich im Unterschied zum sumerischen Vollscheibenrad besser für pferdebespannte Wagen als für Ochsengespanne eignet, wurde von den Pferdezüchtern in den eurasischen Steppen erfunden. Doch wurde die Kombination "Pferd und Streitwagen" durch die semitischen Völker nicht in fertiger Form von dort übernommen und erst recht nicht durch Wanderungen einer „überlegenen“ Kulturgruppe verbreitet. Vielmehr wurde die Innovation erst in den Palastwirtschaften des vorderen Orients optimiert und wegen ihrer in diesem Umfeld zweifelhaften Funktionalität wohl häufiger als Prestigeobjekt als zu Kriegszwecken verwendet.
John Donnelly Fage und Roland A. Oliver erklären z. B. die Entstehung der westafrikanischen Königreiche durch die fruchtbaren Kontakte zwischen Ackerbauern und Reiternomaden und schließen eine einfache Diffusion der Staatsidee aus den Hochkulturen des alten Orient aus.
Verallgemeinert gesprochen: An jeder Kultur- bzw. Systemgrenze entstehen Interaktionsprozesse mit hohem kombinatorischen Potenzial, die verhindern, dass Innovationsflüsse als Einbahnstraßen verlaufen und Technologien oder Ideen beim Crossing over cultures unverändert übernommen werden. Auch die Funktionsbestimmung von Technologien oder Prozessen kann sich beim Überschreiten von Kulturgrenzen durch gelingende oder misslingende Interaktionsprozesse verändern und eingeschränkt bzw. erweitert werden. Im Extremfall kann die technische Funktionalität oder Effizienz dadurch abhandenkommen und durch eine rein symbolische Zweckbestimmung ersetzt werden.

## Linguistik
In der Linguistik, speziell in der Kontaktlinguistik, wird das Phänomen der Emergenz neuer Sprachen in einer heterogenen Gemeinschaft als Kreolisierung bezeichnet. Die Kreolsprache wird in der Generation, die sie geschaffen hat, nicht zur vollwertigen Sprache. Aber die Kinder dieser Generation wachsen in dieser Umgebung auf und erlernen sie als Muttersprache. Auch Szenejargons wie Kanak Sprak oder Pidgin-Sprachen sind Kontaktphänomene, meist mit asymmetrischer Beteiligung der Kontaktparteien. Sie stellen „Überschichtungsphänomene“ dar: Beim Pidgin z. B. übernehmen die Kolonisierten den Wortschatz der Kolonialherren, also ein sogenanntes sprachliches Superstrat, um diese besser verstehen zu können. Sie verwenden aber ihre Grammatik (das sprachliche Substrat) weiter. Ein fremdes Superstrat als Sprache der Eroberer kann sich jedoch abschwächen, wenn es sich bei der Substratsprache um eine Kultursprache handelt (z. B. Latein), in der Begriffe für viele Dinge, Institutionen oder Abstrakta existieren, für die in den Superstratsprachen der Eroberer (z. B. Franken, Westgoten) keine Begriffe zur Verfügung stehen.

## Betriebswirtschaftslehre
Als Kontaktinnovationen werden auch Innovationen bezeichnet, die in einem Dialogprozess zwischen Entwickler und Kunden entwickelt bzw. perfektioniert werden (Customer contact innovation). Dieser Kontakt kann persönlich oder technikgestützt, z. B. über Innovationsplattformen oder -börsen erfolgen. Der Kunden- (oder auch Lieferanten-)kontakt wird damit zum wichtigen Faktor der Kreativität und des Innovationserfolgs.
Beispielsweise kann die Vielfalt der Verwendungsmöglichkeiten moderner Materialien nur ausgelotet werden, indem man sie durch möglichst viele verschiedene Anwendergruppen – Laien wie Professionals – anfassen, riechen, schmecken, testen usw. lässt.

## Sonstiges
Contact Innovation ist auch der Name eines Bildbearbeitungsprogramms.